# Acadie: L'odyssée d'un peuple

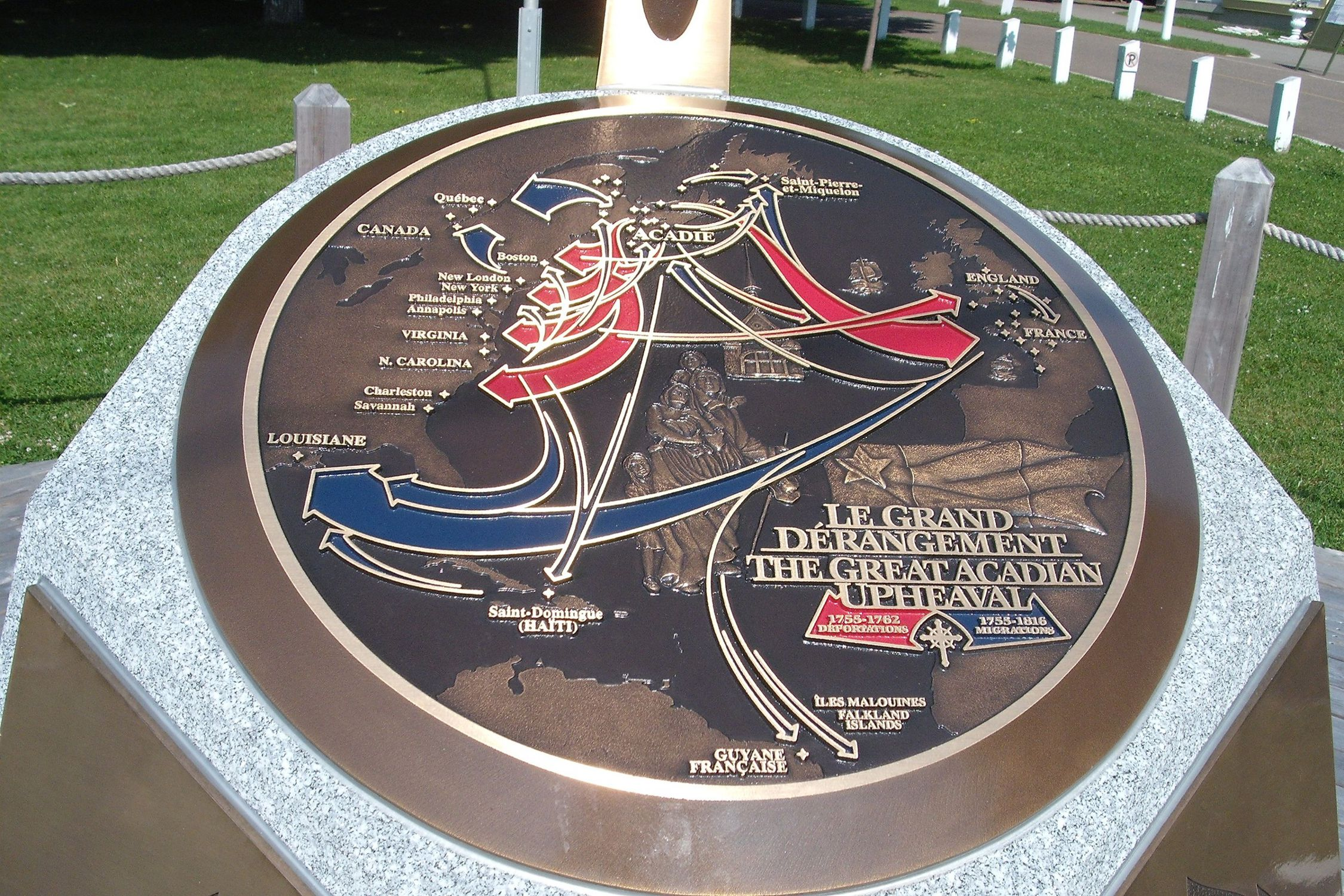
Version simplifiée de la carte, sur un monument de Caraquet.

Acadie: L'odyssée d'un peuple, aussi appelée L'odyssée acadienne est une carte publiée à plus de 40 000 exemplaires depuis 1991. Elle représente l'histoire de l'Acadie, de la colonisation, au Grand Dérangement, aux migrations à la renaissance acadienne.
La carte fut préparée par Parcs Canada et par le Centre d'études acadiennes de l'Université de Moncton.
La carte figure en de nombreux endroits tels que des musées, des salles de classe et des sites historiques. Une version modifiée de la carte figure sur la série de monuments L'Odyssée acadienne.